# Berzosa del Lozoya
Berzosa de Lozoya es un municipio y localidad española del norte de la Comunidad de Madrid. El término cuenta con una población de 231 habitantes (INE 2024).

## Geografía
El municipio está situado sobre un terreno muy abrupto, en la falda del Cerro de la Mujer Muerta, también llamada Peña de Cabra, en el macizo del Ayllón, bajo los picos Albirigoño, Peña Portilla y El Picazo. 

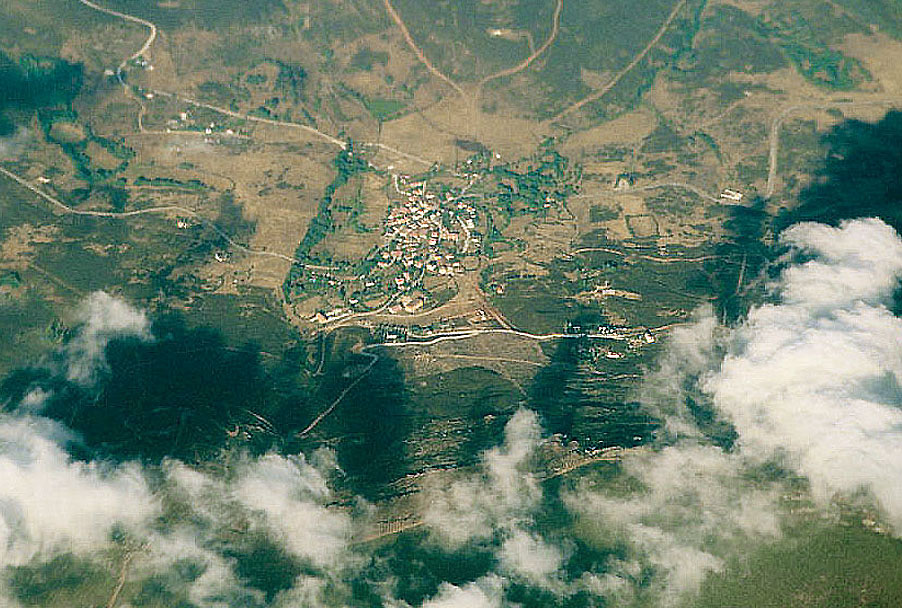
Vista aérea de la localidad

El término cuenta con una vegetación constituida por matorrales de jara y masas forestales de rebollos, con zonas de población de pino, sobre todo en las colinas que dominan el embalse de El Villar. También crece la encina.
Berzosa está bañada por el río Lozoya, el río Riato y el arroyo del barranco de la Hiena. Además, cuenta con las fuentes de Norteña y el Saz. El embalse de El Villar se asienta en parte del término municipal y es uno de los primeros que se construyeron en la zona para abastecer de agua a Madrid.
El municipio tiene una población de 234 habitantes, una extensión de 14,3 km² y una densidad de población de 16,36 hab/km².

## Historia
A mediados del siglo XIX, el lugar contaba con una población censada de 70 habitantes. La localidad aparece descrita en el cuarto volumen del Diccionario geográfico-estadístico-histórico de España y sus posesiones de Ultramar de Pascual Madoz de la siguiente manera:

BERZOSA: l. con ayunt. de la prov. y aud. terr. de Madrid (12 leg.), part. jud. de Buitrago(2), dióc. de Toledo (24), c. g. de Castilla la Nueva: sit. á las faldas de una sierra llamada de la Puebla, ocupa un terreno áspero y seco con clima frio, vientos del N. y S. y se padecen pulmonias, dolores de costado y reumas. Tiene 30 casas malísimas con la de ayunt. é igl. parr. dedicada á la Asuncion de Ntra. Sra. Confina el térm. por N. con Paredes; E. La Puebla de la Mujer muerta; S. Robledillo de la Jara, y O. Mangiron, estendiéndose 1/4 leg. por todos los puntos y comprende 2,000 fan. de las que se cultivan 400 que todas son de tercera calidad; le baña el r. Lozoya que baja desde el Paular y entra en el Jarama. El terreno es sumamente escabroso, árido y estéril con pocas leñas y algunos jarales pobres que suministran el combustible necesario: los caminos son sendas en todas direcciones: el correo se recibe en Buitrago por medio de baligero que lo conduce segun conviene. prod.: centeno y poco trigo, se mantiene algun ganado vacuno y lanar negro, poca caza y se crian algunos peces y truchas en el r. pobl.; 20 vec., 70 alm. cap. prod.: 420,725 rs. imp.: 19,366. contr.: oficiales según los cálculos generales de la prov. 965 por 100. presupuesto municipal: 400 rs. del que se pagan 100 por dotacion al secretario y se cubre con repartimiento vecinal.
(Madoz, 1846, pp. 283-284)

Hasta la reforma de la nomenclatura municipal de 1916 el municipio se llamaba simplemente Berzosa. En dicha fecha su nombre fue modificado por el de Berzosa del Lozoya.

## Demografía
Cuenta con una población de 231 habitantes (INE 2024).
| Gráfica de evolución demográfica de Berzosa del Lozoya entre 1842 y 2021 |
| |
| Población de derecho según los censos de población del INE Población de hecho según los censos de población del INEEn estos censos se denominaba Berzosa: 1842, 1857, 1860, 1877, 1887, 1897, 1900 y 1910 |

## Transporte público
Berzosa de Lozoya cuenta con dos líneas de autobús, pero ninguna de ellas ofrece conexión con Madrid capital. Ambas líneas son prestadas por ALSA.
| Línea | Recorrido                                   |
| ----- | ------------------------------------------- |
| 191D  | Buitrago del Lozoya - Robledillo de la Jara |
| 199A  | Buitrago - Montejo - Mangirón - Buitrago    |

## Educación
En Berzosa del Lozoya hay una guardería pública.